# Betta prima
Betta prima е вид бодлоперка от семейство Osphronemidae. Видът не е застрашен от изчезване.

## Разпространение
Разпространен е в Камбоджа, Лаос и Тайланд.

## Описание
На дължина достигат до 5 cm.